# Grad Vinica, Črnomelj
Grad Vinica (nemško Weinitz) je nekoč stal v naselju Vinica v občini Črnomelj.

## Zgodovina
Grad Vinica (tudi Viniški grad) je bil zgrajen v 15. stoletju za obrambo pred turškimi vpadi. Ime Vinica izvira še iz latinske besede Vinitium. Grad je bil zgrajen na ostankih nekdanje rimske utrdbe. Prva omemba objekta na tej lokaciji sicer sega že v leto 1082 v zvezi z doto Katarine Žovneške. Na tem mestu je sprva stala Kapela sv. Katarine, ki je imela dobro strateško pozicijo, zato so jo ob vse večji grožnji turkov, ki so na plitvih predelih prečkali reko Kolpo, domačini nad kapelo nadzidali obrambni stolp. Postopno je zrasel celotni grajski objekt z obzidjem. Takratna podoba Viniškega trga nam je poznana iz Valvasorjeve topografije iz Slave Vojvodine Kranjske (1679). Po Valvasorju naj bi grad Vinica, stal že pred letom 1082. Trg znotraj obzidja je imel 23 hiš, nekaj vrtov, stolp in veliko polje, zunaj obzidja pa je bilo še 14 hiš in več vrtov in njiv. Leta 1469 in 1471 sta bila dva najhujša Turška napada na Vinico vendar jim trga ni nikoli uspelo osvojiti. Leta 1555 je grad Vinico skoraj povsem uničil požar. Trg je dvakrat pogorel 8. avgusta l.1874 in 28. marca l.1888. Trg je imel tudi svoj grb in sicer zlatega "grajfona" z grozdom v roki na modrem ščitu, katerega danes pomotoma zamenjujejo za zmaja. V 18.stoletju je bil prepuščen propadanju. Trška vešala so stala tik Vinice na hribčku, ki ima še danes značilni naziv "Vešenik". Vinica in njena okolica ima polno predzgodovinskih naselbin in gomil. Sistematično odkopavanje gomil (353 grobov) iz halštatske in latenske dobe je vodila vojvodina Meklenburška v l.1905 - 1914. L.1933 je bogato zbirko 20.000 predmetov prepeljala v Ameriko, kjer je bila l.1934 prodana na javni dražbi v New Yorku.
Leta 2015 je bil Grad Vinica prenovljen v priljubljeno turistično znamenitost. Kapela sv. Katarine je še ohranjena, vendar ostaja edini neprenovljeni del gradu, zato ni odprta za obiskovalce. Arhitekturne značilnosti in spominska plošča nad kapelo pričajo o tem, da bi bila lahko zgrajena že v 14. stoletju. Med obnovo gradu leta 2015 je bilo v enem od zidov najdeno pismo iz leta 1911, ki med drugim pravi: “Pred 400 leti je gospodoval v tem gradu gospod Semenič, ki je po zatrdilu verodostojnih prič ujel blizu 500 Turkov in jih dal žive zapreti v tako imenovani glavni stolp“. Kopija pisma je danes razstavljena na gradu.

## Grb
Na modrem grbu je upodobljen zlat grifin v pozi rampant, ki drži grozd. Simbol grifina pomeni: hrabrost, kljubovalen pogum, budnost in varuh zaklada. Poza rampant pomeni pripravljenost na boj. Modra tinkura pomeni: čast, slava, poštenost, zvestoba, trajnost. Zlata kovinska tinkura pomeni: veličastnost, ugled, vrhovnost, dostojanstvo, bogastvo in se podeljuje za posebne zasluge. Grozd simbolično predstavlja glavno panogo Viničanov.

## Legenda
V času Turške nevarnosti naj bi se v Vinico zatekel nek Uskok pod pretvezo, da beži pred Turki. Izdajal se je za kristjana in prijatelja v resnici pa je bil Turški vohun. Ko so Viničani to izvedeli so ga razčetverili.
Nekega dne se na Hrvaški strani Kolpe pojavi Turška konjenica. Majhna četica Viničanov pa zbeži na hrib Žeželj, da si pri cerkvici sv. Marije najde pomoči. Hodili so okrog cerkve, kot v procesiji in molili zaščite. Turki, ki so videli to procesijo so mislili, da je zbrana velika vojska in so pobegnili. V zahvalo Mariji so Viničani sklenili, da vsako leto romajo na Žeželj v zahvalo Mariji, kot to počnejo še danes.